# Андре-Эйсн, Мари
Мари Андре-Эйсн (англ. Marie Andree-Eysn) — австрийский ботаник и фольклорист. Была наставницей фольклориста и политического деятеля Рудольфа Крисса.

## Биография
Мари Эйсн родилась в 1847 году в Хорне (Нижняя Австрия) в семье богатого торговца Алоиса Эйсна и его жены Анны Эйсн. Ее мать была дочерью торговца холстом Флориана Поллака и Маргареты Бунзендер из Линца. К 1860 году семья переехала в Зальцбург. Мари Эйсн брала частные уроки, а также занималась самообразованием, особенно в области ботаники. Здесь на нее оказали влияние дружеские отношения с семьей ботаника Антона Кернера. В окрестностях Зальцбурга она собирала альпийские растения и создала фанерогамный гербарий. В 1887—1891 гг. она помогала Кернеру в его работе над книгой «Schedae ad floram exsiccatam Austro-Hungaricam», для которой она предоставила более 1200 документов. Она передала коллекцию водорослей в дар Зальцбургскому музею естественной истории. Помимо естественных наук, она также интересовалась текстилем и собрала существенную коллекцию кружев. Ещё одной сферой интересов Эйсн была история, например, она принимала участие в исследованиях археолога Маттеуса Муха на озере Мондзее в Верхней Австрии.
В 1903 году, в возрасте 56 лет, Эйсн вышла замуж за географа и этнографа Рихарда Андре (с которым прожила в Мюнхене до его смерти 22 февраля 1912 г.) В том же году она перешла из католицизма в протестантизм и изменила направление своих исследований, сосредоточившись на свидетельствах народного благочестия. Она собирала вотивные и обереговые предметы и поддержала мужа в его работе над книгой «Votive and Ordinations of the Catholic People in Southern Germany» (1904). Она провела обширные этнологические исследования и в 1910 году опубликовала свой главный труд «Фольклор баварско-австрийского альпийского региона», который стал основой для признания её «основоположником изучения паломничества». В том же году она завещала значительную часть связанной с ней вотивной коллекции Берлинскому фольклорному музею (в то время это была «Королевская коллекция немецкого фольклора в Берлине»). В 1907 году она стала почётным членом Музейного союза.
После окончания Первой мировой войны Андре-Эйсн впервые осталась без средств к существованию в результате инфляции. Чтобы заработать на жизнь, она продала часть своих коллекций музеям. Наследный принц Руппрехт Баварский предоставил ей квартиру на вилле Брандхольцлехен в Берхтесгадене (Германия), где она и провела свою старость.
В сотрудничестве с её учеником и преемником, фольклористом Рудольфом Криссом, в этот период была создана основа для коллекции религиозного фольклора, которая впоследствии поступила в Баварский национальный музей.
В 1920 году Андре-Эйсн стала почётным членом созданной в Вене Фольклорной ассоциации. Она умерла в Берхтесгадене в 1929 году в возрасте 81 года и была похоронена в могиле своих родителей на городском кладбище Зальцбурга после евангелической кремации в Мюнхене.

## Работы
- Marie Eysn: Über alte Steinkreuze und Kreuzsteine in der Umgebung Salzburgs (mit 6 Abbildungen). In: Zeitschrift für österreichische Volkskunde. 3. Jg., F. Tempsky, Wien und Prag 1897, S. 65–78.
- Marie Eysn: Aus vergangenen Tagen. In: 7. Jahresbericht des Sonnblickvereines für das Jahr 1898. Wien 1898, S. 1–8.
- Marie Eysn: Hag und Zaun im Herzogthum Salzburg (mit 26 Textabbildungen). In: Zeitschrift für österreichische Volkskunde. 4. Jg., F. Tempsky, Wien und Prag 1898, S. 273–289.